# Ковалівська волость (Пирятинський повіт)
Ковалівська волость — адміністративно-територіальна одиниця Пирятинського повіту Полтавської губернії з центром у селі Ковалівка.
Станом на 1885 рік складалася з 34 поселень, 19 сільських громад. Населення — 8912 осіб (4328 чоловічої статі та 4584 — жіночої), 1540 дворових господарств.
|                     | Площа, десятин | У тому числі орної, дес. |
| ------------------- | -------------- | ------------------------ |
| Сільських громад    | 5947           | 5115                     |
| Приватної власності | 15536          | 7230                     |
| Іншої власності     | 112            | 86                       |
| Загалом             | 10618          | 12431                    |

Поселення волості станом на 1885:
- Ковалівка — колишнє власницьке село при річці Чумгак за 35 верст від повітового міста, 1223 особи, 207 дворів, православна церква, постоялий будинок, водяний і 17 вітряних млини, пивоварний завод.
- Богодарівка — колишнє власницьке село, 768 осіб, 123 двори, православна церква, школа, постоялий будинок, 14 вітряних млинів.
- Бирлівка — колишнє власницьке село при річці Боярка, 2291 особа, 412 дворів, православна церква, постоялий будинок, 38 вітряних млинів, круподерня, винокурний завод.
- Кононівка — колишнє власницьке село при річці Чумгак, 777 осіб, 138 дворів, православна церква, 23 вітряних млинів, цегельний завод.

Старшинами волості були:
- 1903—1907 роках — козак Гаврило Степанович Ковинко[2],[3],[4],[5];
- 1913 року — Кіндрат Маркович Пустовгор[6];
- 1915—1916 роках — Федір Іванович Фурсенко[7],[8].